# Mikael Agricola-priset
Mikael Agricola-priset (finska: Mikael Agricola -palkinto) är ett finländskt pris för skönlitterära översättare, instiftat 1957. Det utdelas av Finlands bokstiftelse i samarbete med Finlands översättar- och tolkförbund. Utdelningen sker årligen på Mikael Agricola-dagen (9 april).

## Pristagare
- 1958 – J. A. Hollo
- 1959 – Yrjö Kivimies
- 1960 – Kristiina Kivivuori
- 1961 – Juhani Konkka
- 1962 – Eila Pennanen
- 1963 – Juha Mannerkorpi
- 1964 – Eeva-Liisa Manner
- 1965 – Pentti Saarikoski
- 1966 – Kai Kaila
- 1967 – Jouko Linturi
- 1968 – Aarno Peromies
- 1969 – Juhani Jaskari
- 1970 – Esa Adrian
- 1971 – Eila Pennanen
- 1972 – Mirjam Polkunen
- 1973 – Elvi Sinervo
- 1974 – Hannu Launonen
- 1975 – Matti Rossi
- 1976 – Pentti Saaritsa
- 1977 – Juhani Koskinen
- 1978 – Ulla-Liisa Heino
- 1979 – Seppo Loponen
- 1980 – Sinikka Kallio
- 1981 – Oili Suominen
- 1982 – Paavo Lehtonen
- 1983 – Arto Häilä
- 1984 – Esa Adrian
- 1985 – Annikki Suni
- 1986 – Markku Mannila
- 1987 – Pentti Saaritsa
- 1988 – Vesa Oittinen
- 1989 – Sirkka Suomi
- 1990 – Inkeri Tuomikoski
- 1991 – Kyllikki Härkäpää
- 1992 – Pertti Nieminen
- 1993 – Kaarina Ripatti
- 1994 – Taisto Nieminen
- 1995 – Marja Alopaeus
- 1996 – Seppo Loponen
- 1997 – Raija Jänicke
- 1998 – Kristiina Drews
- 1999 – Kersti Juva
- 2000 – Antero Tiusanen
- 2001 – Erkki Kirjalainen
- 2002 – Liisa Ryömä
- 2003 – Kai Nieminen
- 2004 – Anna-Maija Viitanen
- 2005 – Kaijamari Sivill
- 2006 – Anu Partanen
- 2007 – Caj Westerberg
- 2008 – Annikki Suni
- 2009 – Outi Hassi
- 2010 – Ville Keynäs
- 2011 – Jukka-Pekka Pajunen
- 2012 – Kaisu Lahikainen
- 2013 – Tapani Kärkkäinen
- 2014 – Ilona Nykyri
- 2015 – Juhani Lindholm[3]
- 2016 – Vappu Orlov[4]
- 2017 – Tuomas Kauko
- 2018 – Jaana Nikula
- 2019 – Jaana Pikkupeura
- 2020 – Helene Bützow
- 2021 – Tero Valkonen
- 2022 – Sari Karhulahti